# Town Hall, Tonight
Town Hall, Tonight è un cortometraggio muto del 1911 interpretato e diretto da Gilbert M. 'Broncho Billy' Anderson.

## Trama
I due Schultz Brothers, artisti del vaudeville, si esibiscono a Snakeville. Ma il pubblico dei cowboy si rivela un pubblico molto difficile.

## Produzione
Il film, che fu prodotto dalla Essanay Film Manufacturing Company, venne girato in California, a San Rafael.

## Distribuzione
Distribuito dalla General Film Company, il film - un cortometraggio in una bobina - uscì nelle sale cinematografiche USA il 7 ottobre 1911.